# 松養寺
松養寺（しょうようじ）は、島根県隠岐郡知夫村にある真言宗東寺派の寺院。
後醍醐天皇が元弘2年（1332年）に知夫村を訪れた際に、前身である古海坊（現松養寺）に宿泊したことで知られる。

## 概要
元弘年間（1331年 - 1333年）からあったと言われる。元々は赤ハゲ山にあった寺で、古海坊（）と呼ばれていた。後醍醐天皇が庭の松に感銘をうけたことから松養寺と名付けられた。本尊は後醍醐天皇に寄進された木造地蔵菩薩立像であり、島根県の文化財に指定されている。1869年（明治2年）の廃仏毀釈で断絶したのち、1943年（昭和18年）に復興した。

## 歴史

### 中世
- 元弘年間から赤ハゲ山にあったとされ、当時は古海坊と呼ばれていた[3]。元弘2年に隠岐に流された後醍醐天皇が宿泊し、その際に山号・寺号を松尾山松養寺と改め[1]、本尊となる木造地蔵菩薩も贈られた[3]。
- 永正元年（1504年）に赤ハゲ山の火災により焼失し、大江地区に移される[1]。

### 近世・近代
- 明暦 - 天和（1655年 - 1685年）に現在の地に移される[1]。

### 近代
- 1869年（明治2年）の廃仏毀釈により断絶した[3]。

### 現代
- 1943年（昭和18年）に寺号出願が許可され復興した[3]。

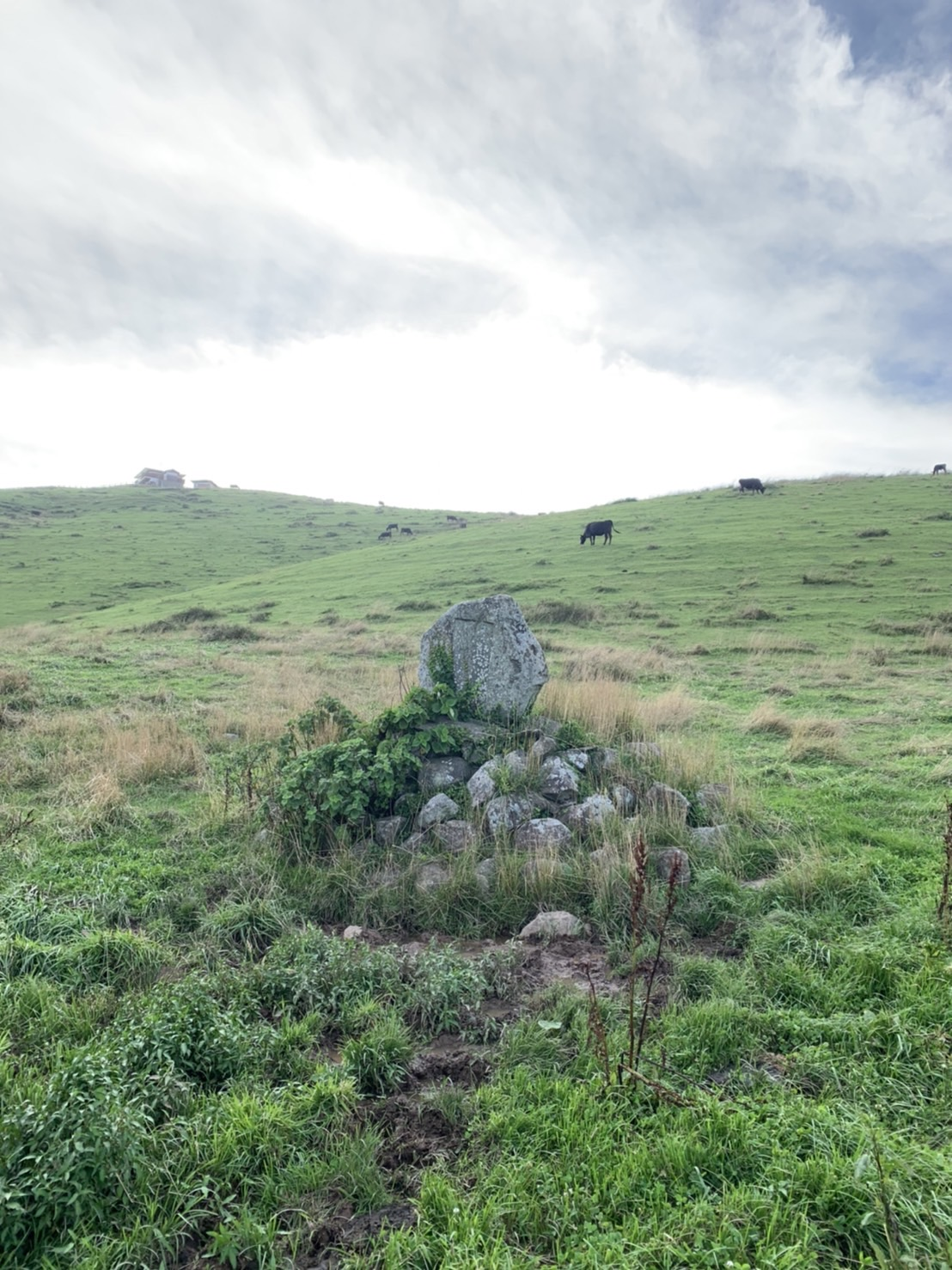
赤ハゲ山の古海坊跡

## 寺伝
- 廃仏毀釈の際、松養寺地蔵菩薩像も焼却の危機に遭った[4]。当時の住職である澤谷快諦は、地蔵菩薩像を焼くふりをして、代わりに別の地蔵を七条袈裟で包み本尊に仕立て、火の中に投げ込んだ[4]。その後、竹名にある洞窟に本尊を隠し、廃仏の難を逃れたとされる[4]。

## 本尊
木造地蔵菩薩立像
1968年（昭和43年）6月7日に島根県の有形文化財に指定されている。造像は鎌倉時代末期から室町時代初期と考えられている。

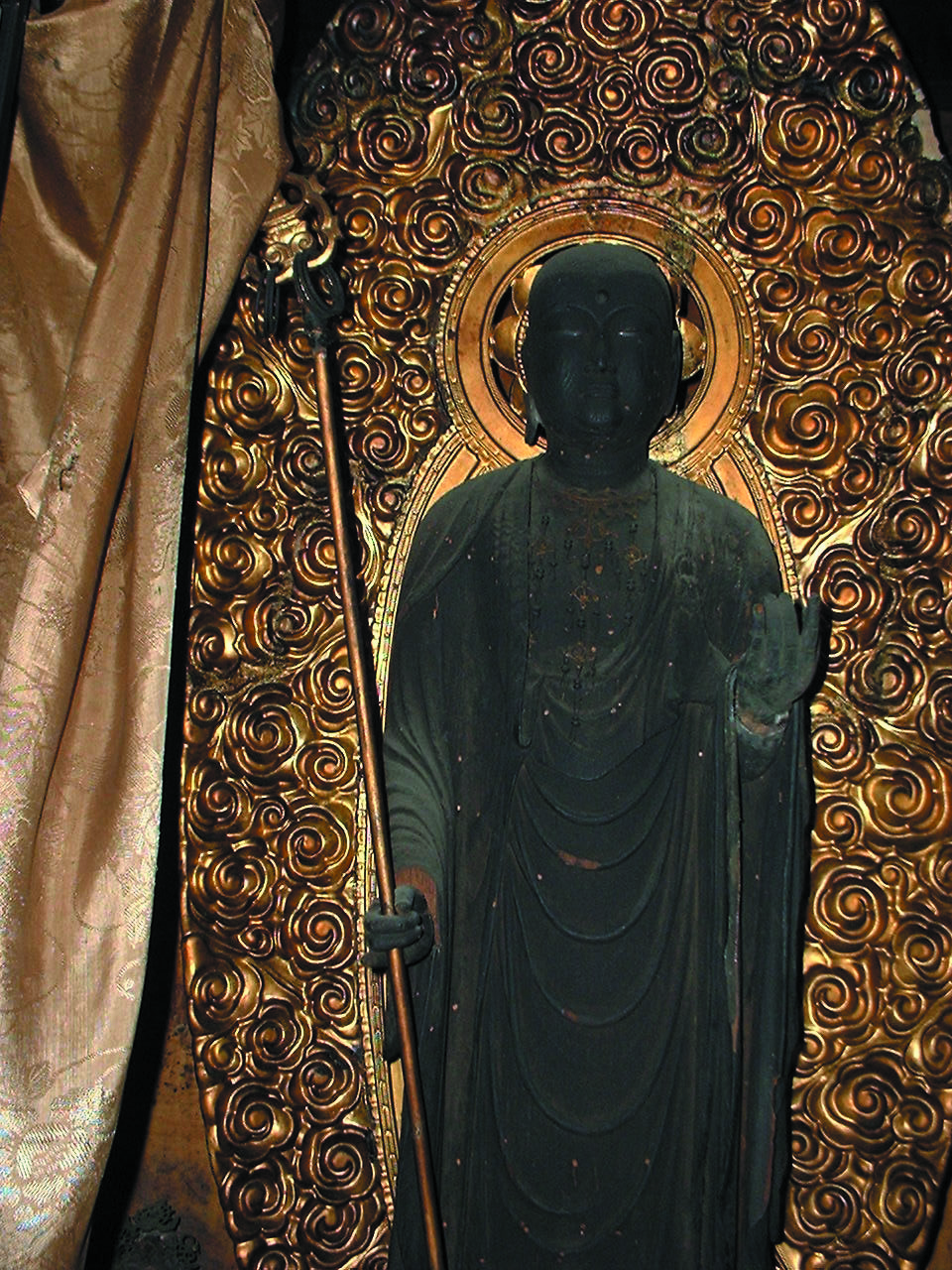
松養寺に納められている地蔵菩薩立像

## 境内
小倉宮教尊王墓
小倉宮教尊は隠岐に流されているが具体的な場所は不明であった。その後、室町時代に作られたと考えられる宝塔が小倉宮教尊を祀るものとして認定された。
松養寺大イチョウ
2015年（平成27年）6月2日に知夫村の天然記念物に指定されている。樹齢およそ500年以上と考えられる（1996年時点）。

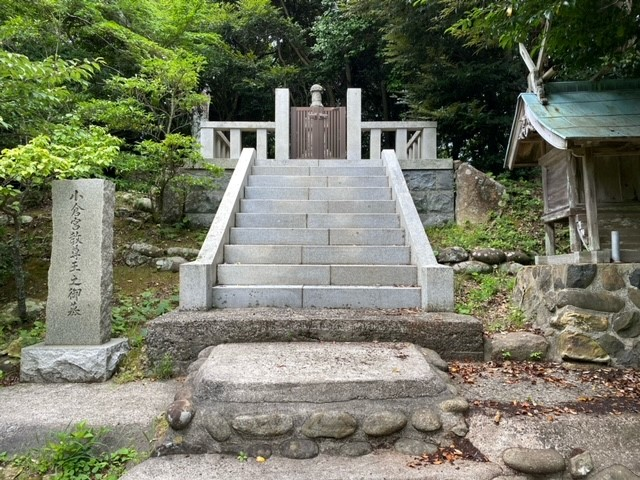
小倉宮教尊王墓
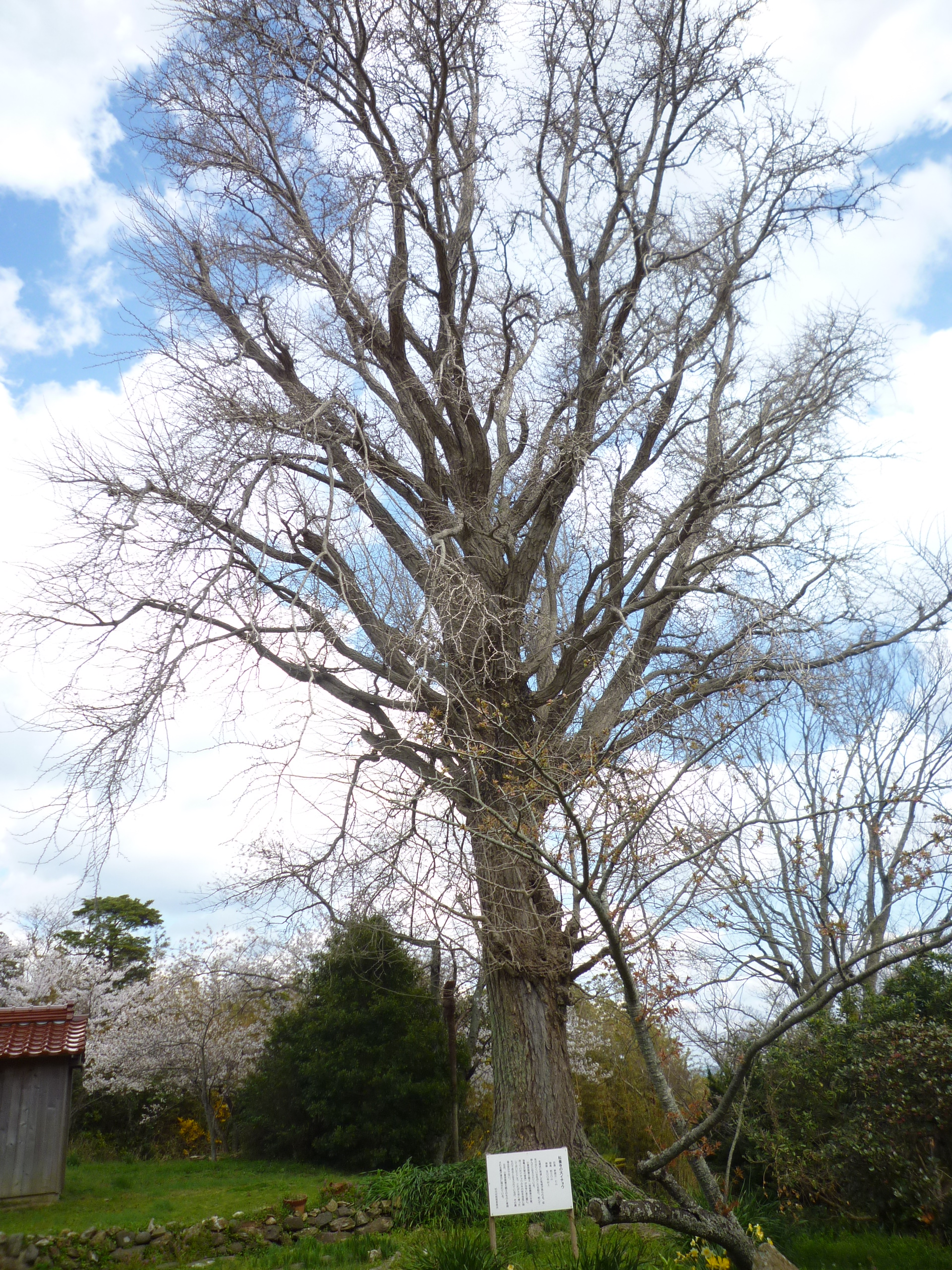
大イチョウ

## 寺院周辺
五輪塚群
壊れたものを含めるとその数はおよそ500以上ある。松養寺の住職やその関係者、流人が葬られている。
文覚上人の墓
知夫村に伝わる伝承では、文覚は正治2年（1200年）に隠岐知夫里島に流罪となったとされている。かつての同志である安藤帯刀に世話になったのちに、西ノ島の洞窟で修業を行い、没後は知夫里島に埋葬されたとされる。

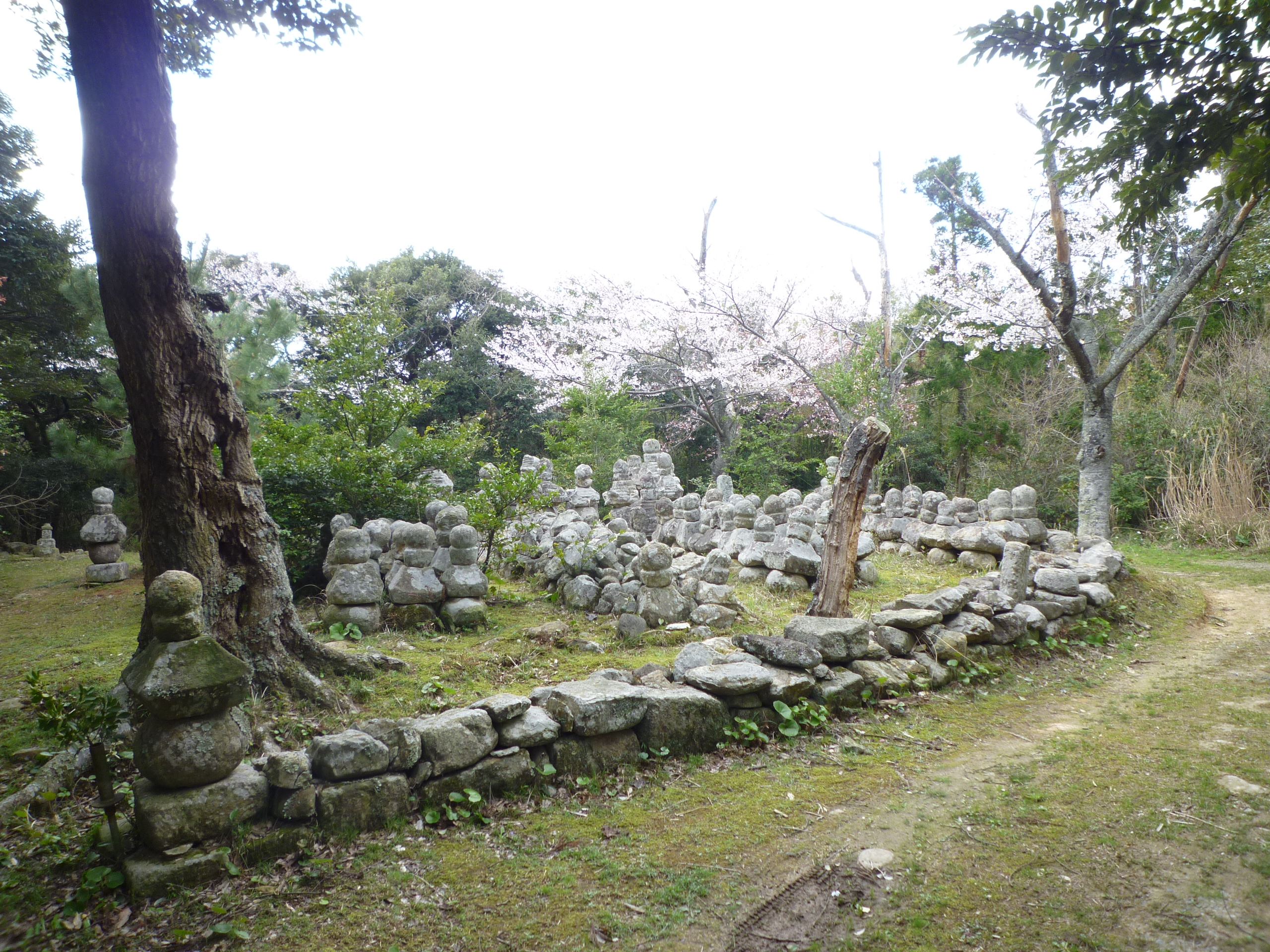
五輪塚群
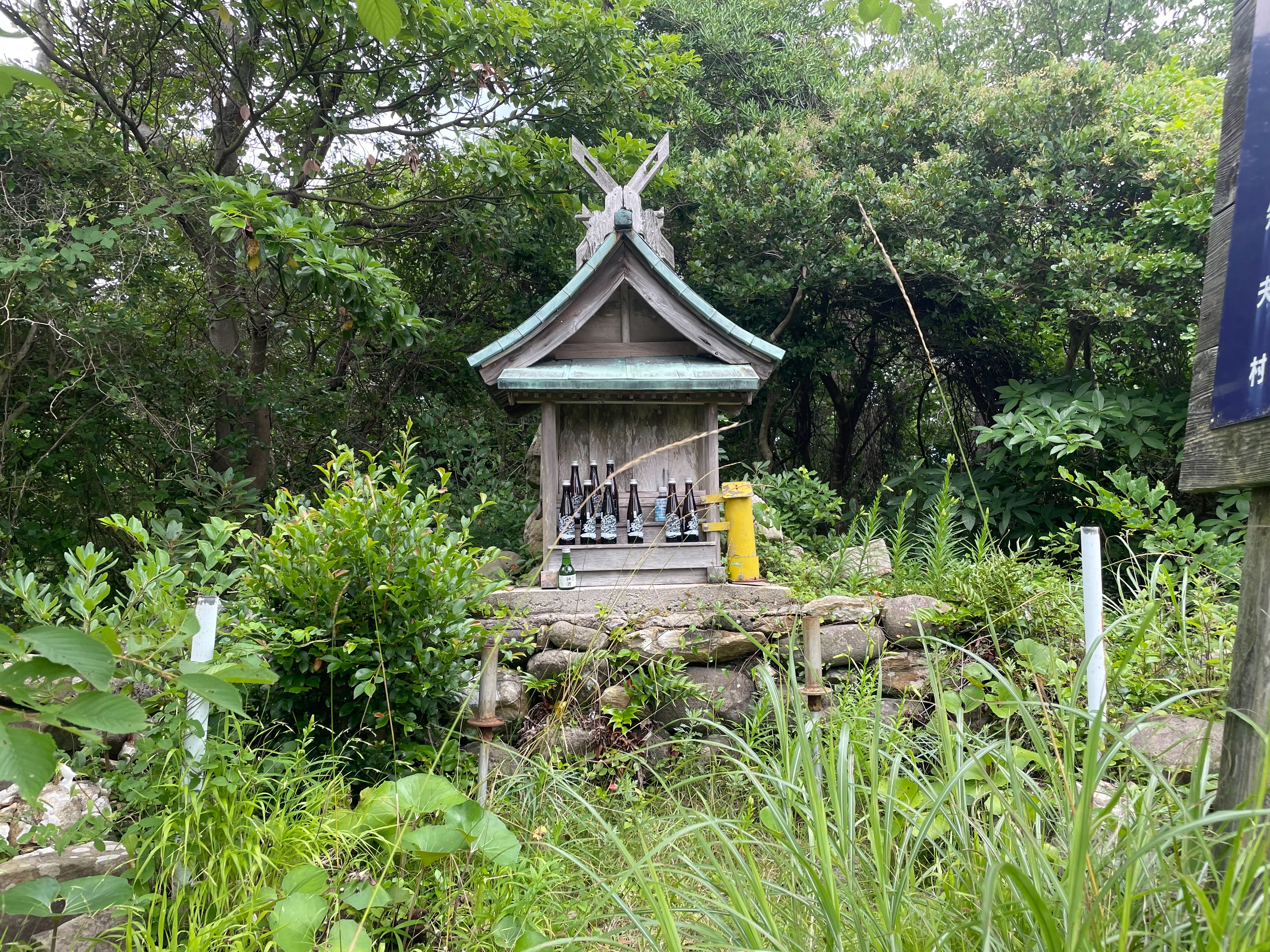
文覚上人の墓
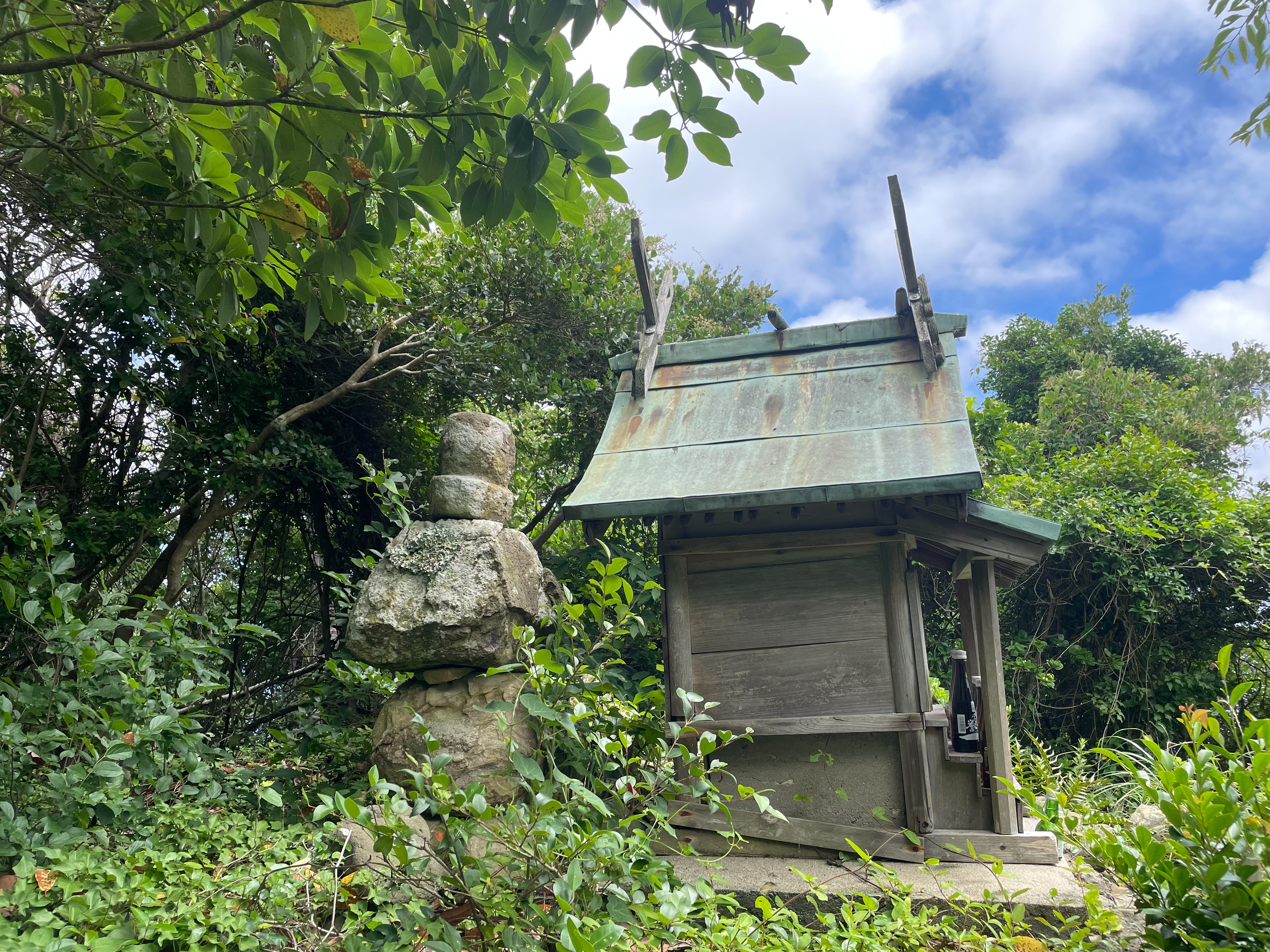
文覚上人の五輪塔

## アクセス
来居港より自動車で7分+徒歩10分